# ویلیام هنری برانسون
ویلیام هنری برانسون (انگلیسی: William Henry Branson؛ ۱۸۸۷ – ۱۹۶۱) سیاست‌مدار، مدیر اجرایی و کاهن کلیسای ادونتیست‌های روز هفتم بود.
وی به‌عنوان مبلغ مذهبی در ایالات متحده آمریکا، آفریقا و چین فعالیت داشت و چندین کتاب نیز به رشتهٔ تحریر درآورد.